# Књижевност Рома
Kњижевност Рома је књижевност написана од стране Рома. У недостатку дефиниције у језичкој терминологији, етнички критеријум се и даље узима као најпоузданија дефиниција овог предмета, стога се узима да је књижевност Рома она књижевност која је написана од стране писаца и песника Рома на језику државе у којој живе.

## Историја и језик
Након вековне традиције усменог преношења, тек у двадесетом веку, Роми су почели са писањем књижевних дела. Писци су распоређени у многим деловима света и дела су писана на многим светским језицима. Само мањина пише на ромском језику, и у недостатку стандардизованог, користе онај дијалект ромског језика који се употребљава на простору на којем живе. Такође, сем на посебном дијалекту, често користе и другачија писма, посебно на латиници и ћирилици. С тим у обзиру, не постоји чврст књижевни канон.

## Познати аутори и жанрови
Иако још увек млада, књижевност Рома је изнедрила доста значајних аутора и то 
писци
- Матео Максимоф (1917-2003)
- Алија "Али" Краснићи (1952-   )
- Александер Германо (1893—1955)
- Мењихерт Лакатош (1926—2007)
- Роналд Ли (1934-    )

писци новела
- Бронислава Вајс (1909—1987),
- Мариела Мехр (1947-)
- Јован Николић (1955-  )

песници
- Иван Ром-Лебедев (1903—1989)

Најзначајнији аутори су Матео Максимоф и Валдемар Калинин који су превели Библију на ромски језик, као и Мухарем Сербезовски који је превео Куран.